# Metabraxas paucimaculata
Metabraxas paucimaculata là một loài bướm đêm trong họ Geometridae.